# Мальтиц (Вайсенберг)
Ма́льтиц или Ма́лечицы (нем. Maltitz; в.-луж. Malećicy) — сельский населённый пункт в статусе городского района Вайсенберга, район Баутцен, федеральная земля Саксония, Германия.

## География
Населённый пункт находится на левом берегу реки Лёбауэр-Вассер, славянское наименование — Любата (нем. Löbauer Wasser, в.-луж. Lubata) примерно в двенадцати километрах севернее Лёбау и восемнадцати километрах восточнее Баутцена. На западе от деревни находится холм Штромберг, славянское наименование — Во́смужова-Го́ра, Ву́змужова-Го́ра. Стро́ма-Го́ра (нем. Strohmberg, в.-луж. Wósmužowa hora, Wusmužowa hora, Stroma hora).
Около деревни на востоке проходит административная граница между районами Баутцен и Гёрлиц. Через деревню проходит автомобильная дорога K7229, которая выходит на севере от деревни на автомобильную дорогу S112. На западе от деревни проходит автомобильная дорога B178.
Соседние населённые пункты: на северо-востоке — деревня Буххольц (Кшишов) коммуны Фиркирхен, на востоке — деревня Альткунневиц (Стара-Хойница, в городских границах Лёбау), на юге — деревни Лаутиц (Лувочицы, в городских границах Лёбау) и Ностиц (Носачицы, в городских границах Вайсенберга), на западе, на противоположной стороне холма Штромберг — деревня Зерка (Жарки) и на северо-западе — Вайсенберг.

## История
Впервые упоминается в 1245 году в личном княжеском имени «Fridericus de Maltiz» (Фридерик из Мальтица). В 1993 году деревня в результате муниципальной реформы вошла в границы Вайсенберга в статусе отдельного городского района.
В 1895 году в около деревни была построена станция железнодорожной линии Лёбау — Вайсенберг, которая была продолжена в 1903 году до деревни Барут и в 1906 году — до Радибора, где соединилась с линией Баутцен — Хойесверда. В 1973 году железнодорожное движение на участке между Лёбау и Барутом было прекращено.
В настоящее время деревня входит в состав культурно-территориальной автономии «Лужицкая поселенческая область», на территории которой действуют законодательные акты земель Саксонии и Бранденбурга, содействующие сохранению лужицких языков и культуры лужичан.
Исторические немецкие наименования:
- Fridericus de Maltiz, 1245
- Maltuwicz, 1364
- Malticz, 1369
- Malticz, 1418
- Maltitz b. Weißenberg, 1875

## Население
Официальным языком в населённом пункте, помимо немецкого, является также верхнелужицкий язык.
Согласно статистическому сочинению «Dodawki k statisticy a etnografiji łužickich Serbow» Арношта Муки в 1884 году в деревне проживало 373 жителей (из них — 188 лужичанина (50 %)).
| 1834 | 1871 | 1890 | 1910 | 1925 | 1939 | 1946 | 1950 | 1964 | 1990 | 2011 | 2016 |
| ---- | ---- | ---- | ---- | ---- | ---- | ---- | ---- | ---- | ---- | ---- | ---- |
| 335  | 379  | 324  | 300  | 339  | 313  | 466  | 504  | 389  | 326  | 252  | 265  |